# Pentila elfrieda
Pentila elfrieda är en fjärilsart som beskrevs av Suffert 1904. Pentila elfrieda ingår i släktet Pentila och familjen juvelvingar. Inga underarter finns listade i Catalogue of Life.